# 樣品 (物質)

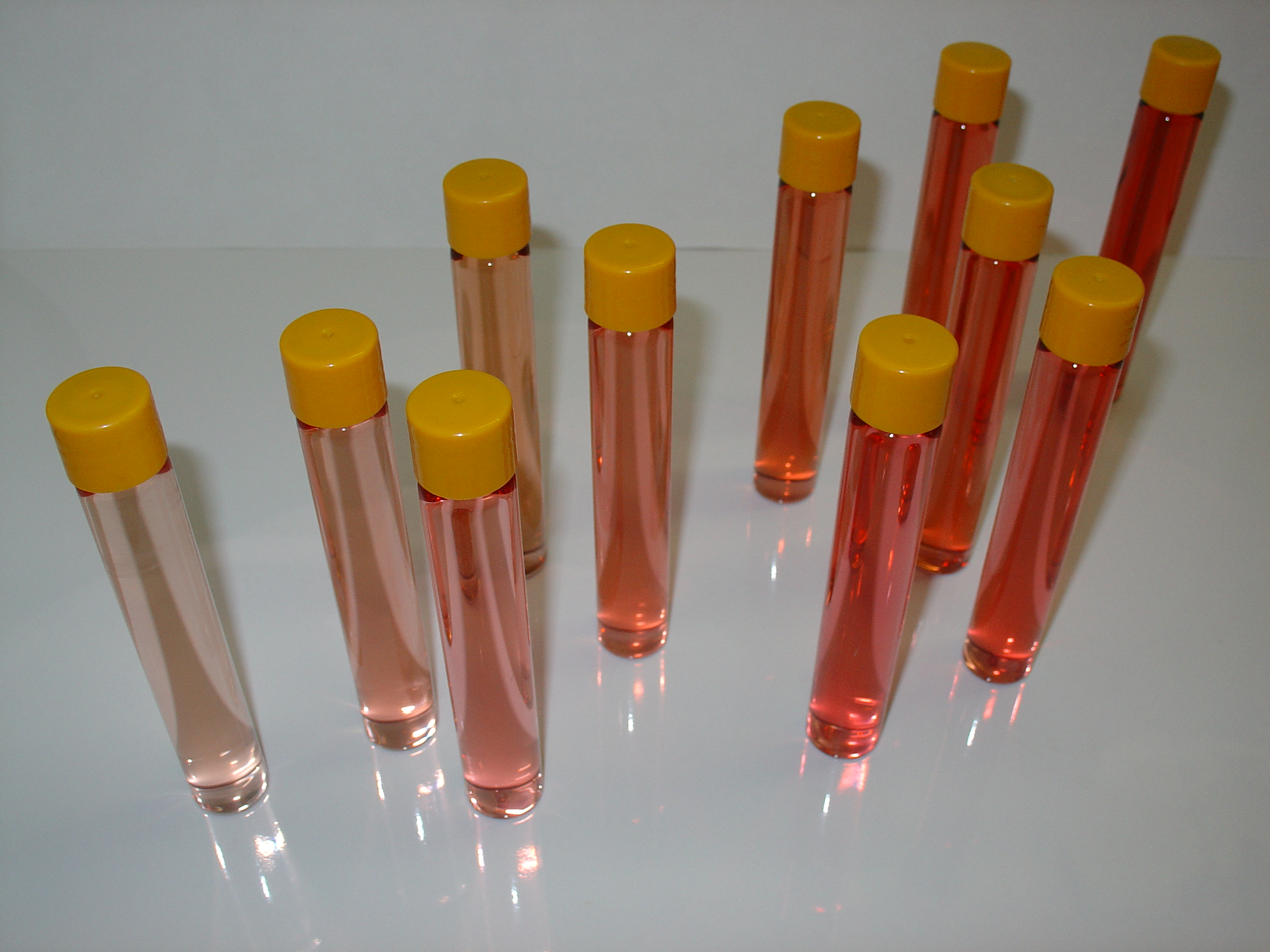
玻璃管中的不同玫瑰酒（粉红酒）的样品，显示可供选择的颜色范围

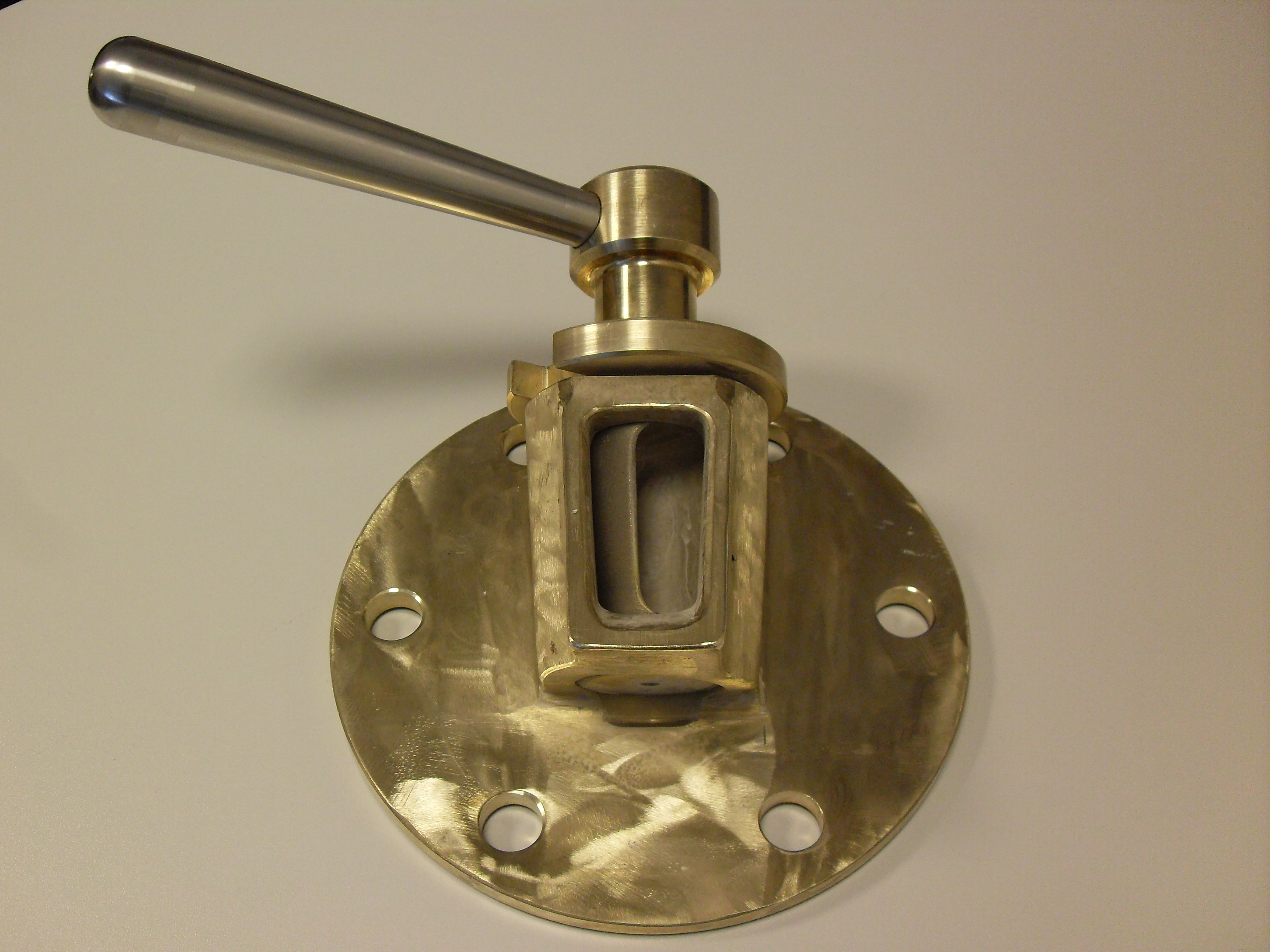
制糖工业中用于从真空锅中取出晶体悬浮液样品的取样旋塞

樣本（sample）或样品，又称试样，在分析化學上，是指一小部物質用以代表整個進行測試的對象。樣品經抽取後，可進行測試或分析等工作，以了解整個對象。
一般来说，样本是有限数量的东西，旨在类似于并代表该事物的较大数量。这些东西可以是可数的对象，例如作为待售单位的单个物品或不可数的材料。 尽管“样本”一词意味着取自较大数量的较少量，但有时将完整的生物或矿物样本称为样本，如果它们像其他样本一样被采集进行分析、测试或调查，它们也被认为是样本，因为即使整个标本也是许多个体生物的全部种群的“样本”。获取样品的行为称为“采样”，可以由个人或自动过程手动执行。 可以采集或提供材料样品用于测试、分析、调查、产品质量控制、演示或试验测试使用。有时，可以连续执行采样。

## 等分试样
在科学中，从大量液体中取出的代表性液体样本有时被称为等分试样（aliquot part），其中样本是整体的精确约数。例如，10毫升是100毫升样本的等分试样。

## 样品特征
物质可以是固体、液体、气体、具有某些中间特性的物质（例如凝胶或痰）、组织、生物体或这些的组合。即使物质样本不能作为单独的物品计数，样本的数量仍然可以通过其体积、质量、大小或其他此类维度来描述。固体样本可以是一个或多个离散的碎片，也可以是碎片、颗粒或粉末。一段棒、线、绳、片或管都可以被视为样本。非固体样本通常保存在容器中。